# Burra Est
Cet article possède un paronyme, voir Burra.
Burra Est est une île du Royaume-Uni située en Écosse, dans l'archipel des Shetland et faisant partie des îles Scalloway. Un pont la relie à Burra Ouest distante de quelques mètres à l'endroit le plus étroit.

## Géographie

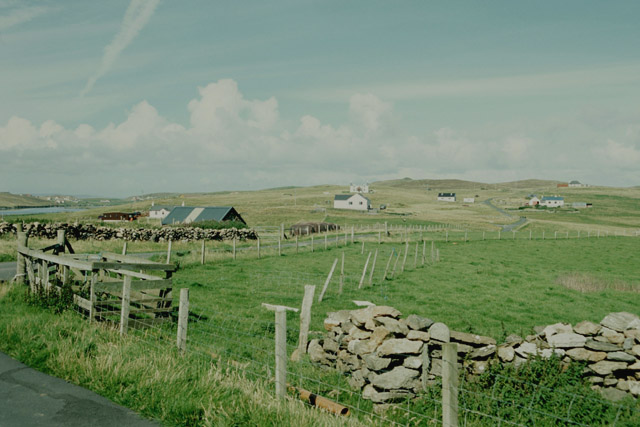
Paysage de Burra Est.

Burra Est est une île écossaise située dans le Sud-Ouest de l'archipel des Shetland et faisant partie des îles Scalloway. Plus précisément, l'île est entourée par Mainland à l'est, Trondra au nord, Burra Ouest, Holm of Papil et Holm of Houss à l'ouest et South Havra au sud. À l'exception de la pointe Sud, l'île n'est baignée que par des détroits et des lochs faisant partie de la mer de Norvège : Clift Sound à l'est, Stream Sound au nord, Lang Sound au nord-ouest, South Voe à l'ouest et West Voe au sud-ouest. Ces détroits sont relativement peu larges et le bras de mer séparant Burra Est de Burra Ouest est enjambé par un pont routier à l'endroit le plus étroit qui ne dépasse pas quelques mètres de largeur.
L'île de Burra Est, orientée dans le sens nord-sud et de forme allongée avec 6,5 kilomètres de longueur, est en réalité formée de deux îles reliées par un isthme appelé Ayre Dyke et délimitant une péninsule dans le Sud de l'île : Houss Ness. Le littoral de l'île est relativement bas et principalement rocheux ce qui a permis la formation de grottes et de stacks et il est faiblement découpé à l'exception de quelques baies et criques au fond desquelles se trouvent des plages : Voe of North Ho, la plus grande située dans le Sud-Est de l'île, Houb, Wick of Blumbister, etc. L'intérieur de l'île est vallonné, quelques lochs se logeant entre les collines dont la plus haute de l'île est Easter Heog avec 81 mètres d'altitude dans le Nord de l'île.
Grâce à ses paysages, Burra Est, de même que le Sud-Ouest des Shetland, fait partie du Shetland National Scenic Area.

## Population, infrastructures et économie

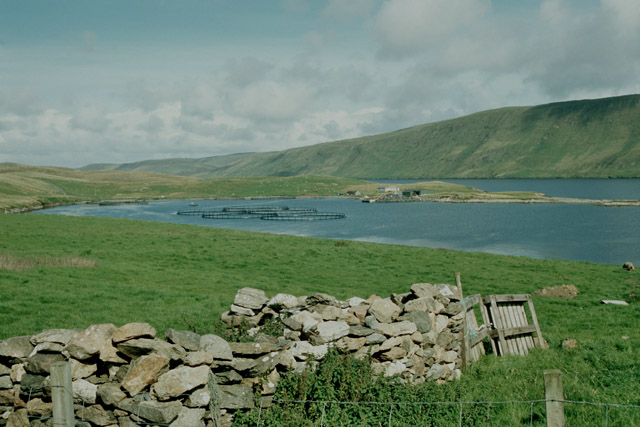
Fermes aquacoles dans le Voe of North Ho avec Mainland au dernier plan.

Les quelques habitations de l'île sont principalement regroupées dans le Sud à Houss ou à côté de Bridge End, juste de l'autre côté du pont reliant Burra Est à Burra Ouest, et sont reliées par deux routes et quelques chemins. De plus, l'île compte trois cairns, un dolmen, deux foyers du Néolithique, des ruines de plusieurs fermes à Symbister, quelques puits ainsi que de nombreux murs en pierre délimitant des prés pour les moutons. La majorité des services et des commerces se trouvent à Hamnavoe sur Burra Ouest.
La majorité de la population vit du tourisme, de l'agriculture, de l'élevage de moutons et de la pêche grâce à la présence de fermes aquacoles de saumon et malgré l'absence de port sur l'île,.